# Liste der Monuments historiques in Turquestein-Blancrupt
Die Liste der Monuments historiques in Turquestein-Blancrupt führt die Monuments historiques in der französischen Gemeinde Turquestein-Blancrupt auf.

## Liste der Objekte
| Bezeichnung                          | Beschreibung                                                            | Standort                                                              | Kennzeichnung | Schutzstatus | Datum | Bild |
| ------------------------------------ | ----------------------------------------------------------------------- | --------------------------------------------------------------------- | ------------- | ------------ | ----- | ---- |
| Skulptur Notre-Dame de la Délivrance | Holz, farbig gefasst, um 1500; im Pfarrhaus von Saint-Quirin aufbewahrt | Le Petit Blancrupt, in der Kapelle Notre-Dame-de-la-Délivrance (Lage) | PM57001007    | Inscrit      | 1990  |      |